# 이시지정
이시지정(石地町)은 니가타현 가리와군에 있던 정이다.  

## 역사
- 1889년 4월 1일 - 정촌제 시행에 수반해 가리와군 이시지마치촌이 성립하였다.
- 1890년 4월 1일 - 정으로 승격해 이시지정으로 변경되었다.
- 1956년 9월 30일 - 나이고촌과 합병해 아사히정이 되어 소멸하였다.

## 참고문헌
- 『市町村名変遷辞典』東京堂出版、1990年。